# Cassephyra
Cassephyra là một chi bướm đêm thuộc họ Geometridae.

## Các loài
- Cassephyra cyanosticta (Hampson, 1907)
- Cassephyra formosa (Debauche, 1941)
- Cassephyra lamprosticta (Hampson, 1895)
- Cassephyra plenimargo (Warren, 1903)
- Cassephyra triangulifera (Warren, 1898)